# Jullerup Færgeby
 Ikke at forveksle med Yallahrup Færgeby.
Jullerup Færgeby er en dansk tv-julekalender i 24 afsnit. Den blev udsendt første gang på DR i december 1974 og genudsendt fire gange siden. Serien har dukker i hovedrollerne ligesom flere andre af DRs julekalendere havde i de år.
Ved første udsendelse var afsnittene på 15-18 minutter hver, men ved genudsendelsen i 1982 blev en ny julekalender, Avisen, imidlertid hæftet foran. Bindeleddet mellem de to julekalendere var, at aviserne skulle med færgen til Jullerup Færgeby. De to julekalendere er siden genudsendt sammen i 1990 og 1997, mens Jullerup Færgeby blev sendt alene i 2014 på DR's børnekanal DR Ramasjang.

## Handling
Julekalenderen foregår i den lille havneby Jullerup Færgeby. Børnene Anton, Kaja og Knud bor i fyrtårnet, men hver dag ror de ind til byen for at hygge sig med Vera og tilflytteren Jonas, kaldet 44. De finder et skattekort med en underlig remse, og støttet af den gamle kaptajn Guus går de på jagt i byen efter skatten.
Skattejagten bliver dog ikke helt nem, for dels skal dagligdagens og julens pligter jo også passes, og dels er skattekortets remse mildest talt svær at gennemskue:
Ansigtet vendt mod den vaklende ost

tog jeg den tredie regnet fra ost.

Syv tommer nede er godt begyndt

skrinet er spækket med stormfuglens yndt.
En af de mindeværdige ting er, at Anton revner sine bukser i alle afsnit på nær det sidste.

## Besætning
- Producer: Per G. Nielsen
- Instruktør: Peter Nielsen
- Manuskript: Asger Pedersen, Jesper Klein, Hanne Willumsen og Finn Bentzen

### Stemmer
- Poul Thomsen – Kaptajn Gus
- Sanne Brüel – Kaja / Magda / Tobisen
- Claus Ryskjær – Anton / Fyrmester Holm / Kranfører Thorkild / Lodsen Ludvig Lohart
- Hanne Willumsen – Knud
- Jesper Klein – Jonas "44" / Færgemand / Kalle Kulmule / Mary
- Helle Hertz – Emma / Vera
- Birgit Brüel – Grace
- Lasse Lunderskov – Jens Peter Bus